# Llantrisant
Llantrisant (parrocchia dei tre santi) è una comunità del Galles sita nel distretto di contea di Rhondda Cynon Taf.
Cittadina collinare, deve il suo nome ai tre santi Illtyd, Gwynno e Dyfodwg. È sede della Royal Mint (Zecca Reale).